# Юдита з головою Олоферна (Лісс)
«Юдита з головою Олоферна» — картина німця за походженням Йогана Лісса, представника космополітичної гілки європейського бароко.
Йоган Лісс отримав первісну художню освіту в Німеччині. Але авторитет у німецьких майстрів вже мали не місцеві, а голландські майстри. Тому заради удосконалення майстерності Йоган Лісс перебрався у Голландію, де працював у містах Харлем та Амстердам. Шлях мандрівного майстра проляг на південь, і через фламандський Антверпен і Францію він попрямував до Італії. Деякий час попрацював у Венеції і перебрався у Рим.
Рим того часу був могутнім західноєвропейським центром бароко. Йоган Лісс, що бажав не виділятися серед італійських майстрів, почав переробляти власну художню манеру на італійські смаки. Про це свідчать картини, близькі за стилістикою до караваджизму («Юдита з головою Олоферна») чи вівтарні композиції. В часи перебування в Римі був членом товариства «Перелітні птахи», де в папській столиці скупчились художники з протестантських країн.
Римські художники ефектно демонстрували у власних композиціях знання анатомії та натуралістичні подробиці. До їх рівня і спробував піднятися й Йоган Лісс. Доба бароко відрізнялась контрастами, серед яких заборона на анатомічні дослідження і жагучий інтерес до сцен насилля, мучеництв і страт. Римські художники навчились обходити заборону на анатомічні дослідження через спостереження за стратами злочинців, якими рясніли сторінки місцевого життя. При кожному слушному випадку разом з натовпом до місця страт чи катування поспішали і художники, що жадібно заносили на папір видовище калічених тіл чи відтятих голів. Є глухі звістки, що художник Хосе де Рібера навмисне ходив до тюремних камер на допити, аби на власні очі бачити судоми і страждання закатованих, які анатомічно точно переносив у власні композиції.
Набув популярності і сюжет «Юдита й Олоферн». Він надав митцям можливість продемонструвати власні ерудицію та майстерність в драматичній композиції з привабливою жінкою, здатною на героїчний вчинок, притаманний начебто тільки воякам-чоловікам. Бентежив і сюжет домінування жінки над звабленим і убитим чоловіком. До сюжету охоче зверталась низка італійських та чужоземних майстрів (Сандро Боттічеллі, Караваджо, Крістофано Аллорі, Артемісія Джентілескі). Зробив свою спробу і мандрівний художник Лісс.

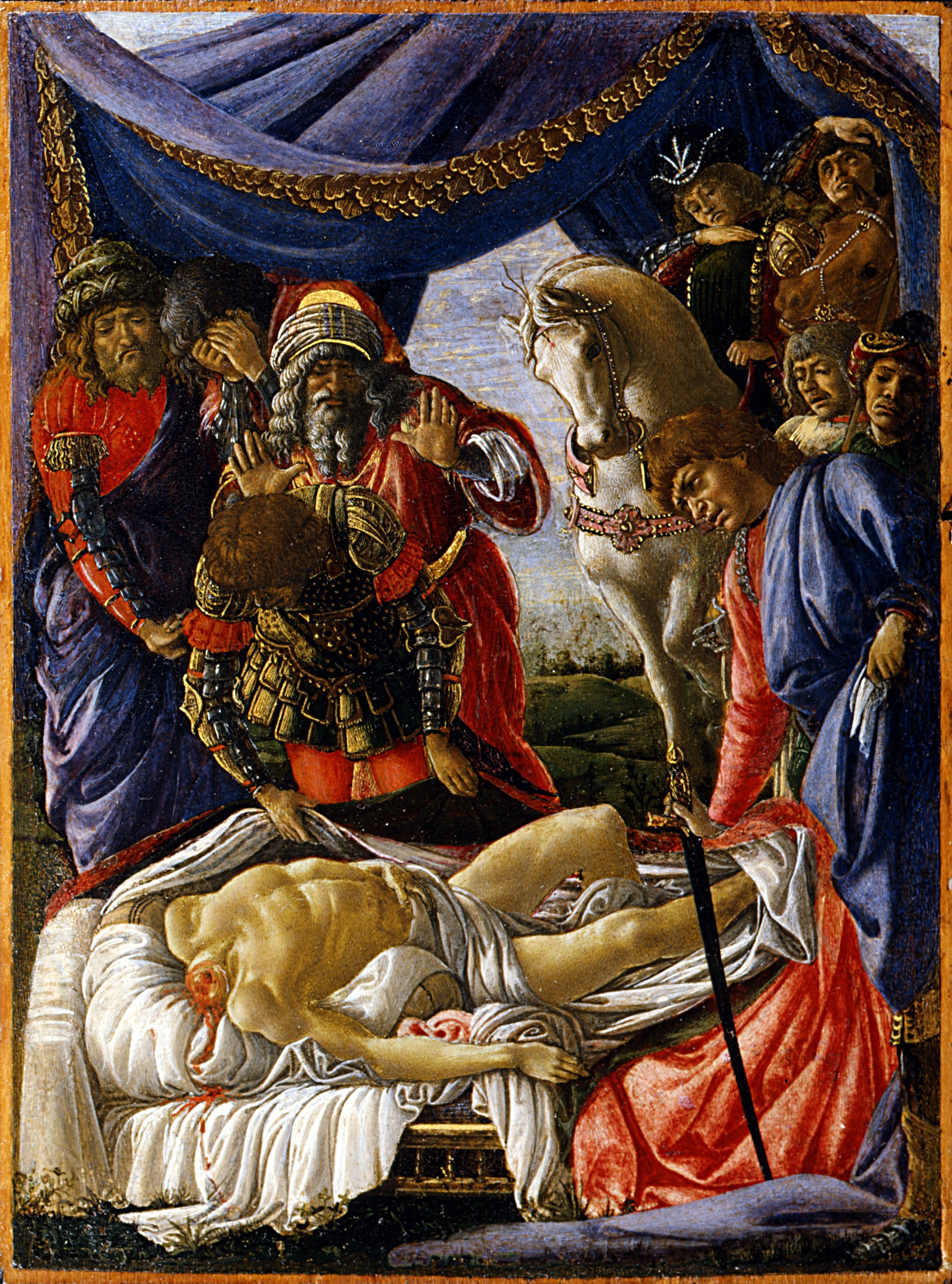
Сандро Боттічеллі, «Знайдення тіла Олоферна ранком», Уффіці
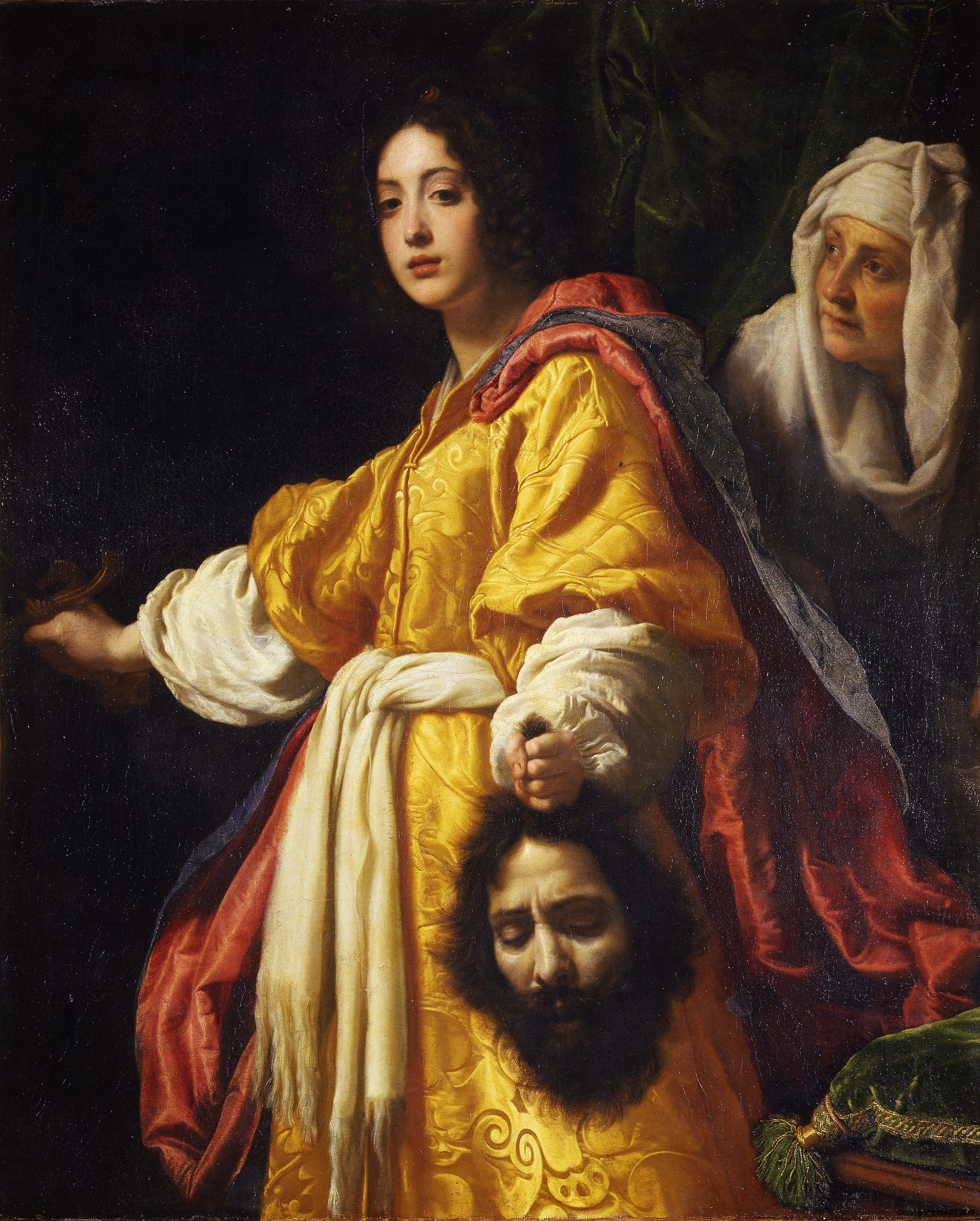
Крістофано Аллорі, Юдита з головою Олоферна
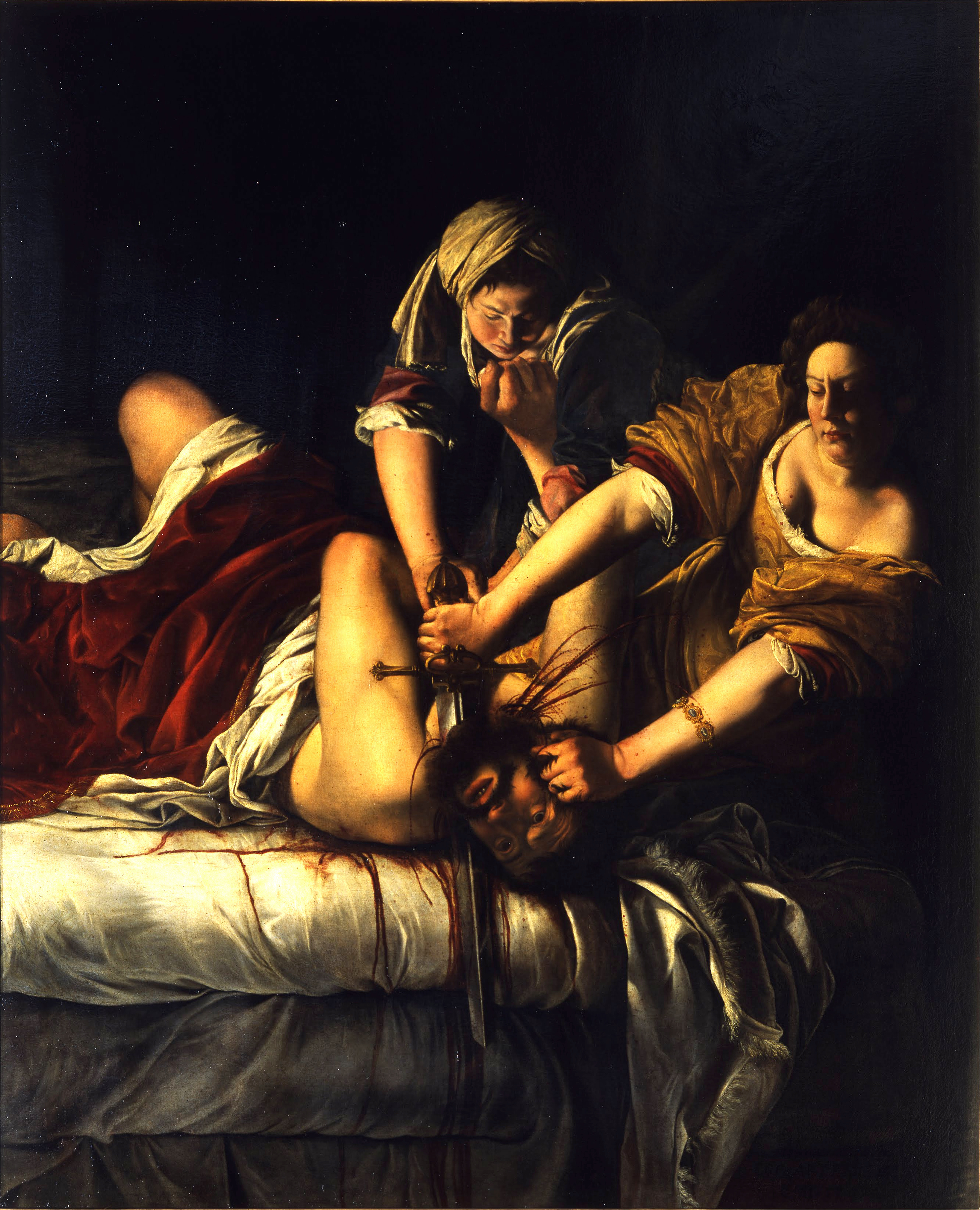
Артемісія Джентілескі, Юдита вбиває Олоферна

Свідком тортур був і Йоган Лісс, що своєю чергою анатомічно точно відтворив чоловіче тіло з відтятою головою в композиції «Юдита з головою Олоферна». Несподіванкою були розкішні шати Юдити, її портретність, натуралізм полотна на потребу замовника (зазвичай Лісс не обтяжував себе клопотами з портретністю, а робив умовні, імперсональні обличчя). Несподіванкою був і контраст між жорстокістю сюжету та красою щільної композиції, нечастої в творах Йогана Лісса. Красу полотна оцінили, коли передали полотно до збірок Музею історії мистецтв у Відні.